# 古氏宗祠 (中山市)
古氏宗祠，位于中国广东省中山市五桂山镇槟榔村。古氏宗祠，为一砖木结构祠堂，坐北朝南，建筑面积约200平方米。清代道光年间，槟榔山村乡绅古腾芳兄弟捐资兴修古氏宗祠。1990年12月，列入中山市文物保护单位。